# Hisashi Tsuchida
Hisashi Tsuchida (Okayama, 1 februari 1967) is een voormalig Japans voetballer.

## Carrière
Hisashi Tsuchida speelde tussen 1989 en 2000 voor Urawa Red Diamonds.